# Christian Stricker
Christian Stricker (...) è un ex schermidore svizzero, vincitore di una medaglia di bronzo ai campionati mondiali di scherma.